# Karahan tepe
Karahan Tepe je arheološko najdišče v provinci Şanlıurfa v Turčiji. Najdišče je blizu Göbekli Tepeja in arheologi so tudi tam odkrili stele v obliki črke T. Po poročanju Daily Sabah so »izkopavanja od leta 2020 odkrila 250 obeliskov z živalskimi figurami«.
Najdišče je v bližini Yağmurluja in približno 46 kilometrov vzhodno od Göbekli Tepe, ki se pogosto imenuje sestrsko mesto. Je del projekta Göbeklitepe Culture and Karahantepe Excavations. Območje je med lokalnimi prebivalci znano kot Keçilitepe. Je del regije podobnih najdišč, ki jih zdaj odkrivajo in so znane kot Taş Tepeler.

## Zgodovina
Starodavne strukture v Karahan Tepeju so leta 1997 odkrili »raziskovalci v bližini soseske Kargalı v narodnem parku gora Tek Tek.«
Necmi Karul, arheolog z Carigrajske univerze, je leta 2019 za agencijo Anadolu povedal: »Lansko leto so se ponovno začela izkopavanja v Karahan tepeju [Kectepe] – približno 60 km od mesta Göbekli tepe – in naleteli smo na sledi posebnih struktur, obeliskov, živalskih skulptur in opisi kot tudi podobna simbolika«. Mesto je bilo na neki točki napolnjeno z umazanijo in ruševinami, pri čemer so ohranjeni stebri s T-vrhom, vklesani v skalno podlago. Te strukture so bile opisane kot 'falični totemi'.

## Najdišče
V Karahan tepeju arheološka polnila pokrivajo površino skoraj 10 hektarjev, kar se poveča za nadaljnjih pet hektarjev, če so vključeni kamnolomi za stebre v obliki črke T.
Septembra 2023 so turški in nemški strokovnjaki odkrili še druge skulpture iz tako imenovanih kultur Tepeler: našli so kip jastreba in 2,3 m visok antropomorfni kip. Gola figura, ki je verjetno upodobljena sedeča, z obema rokama drži svoj falus. Prsti in rebra so bili označeni z globoko vrezanimi črtami, okoli vratu pa nekakšen ovratnik v obliki črke V. Isti motiv je znan tudi iz drugih najdb, kot je tako imenovani mož Urfa, približno 1,8 metra visok kip iz peščenjaka, ki je bil odkrit leta 1993 med gradbenimi deli v bližini mesta Şanlıurfa.

## Drugo branje
- Thomas, Sean (8. maj 2022). »Is an unknown, extraordinarily ancient civilisation buried under eastern Turkey?«. The Spectator.
- JUDITH SUDILOVSKY, 2022, "Oldest Neolithic settlements in Turkey redefine domestication, society" The Jerusalem Post, 27 May 2022: Oldest Neolithic settlements in Turkey redefine domestication, society